# Theme Park
Theme Park es un videojuego, lanzado originalmente para DOS , de creación de parques de atracciones.
Este es un juego creado por Bullfrog Productions, una compañía inglesa, filial de Electronic Arts. También es conocido como Sim Theme Park.
El juego se lanzó en 1994. Para aquel entonces, los gráficos habían mejorado sustancialmente. Los del juego corresponden más bien a gráficos de la calidad de principios de los 90. Aún así fue aceptado gracias a su jugabilidad sencilla pero inductiva, que animaba al jugador a seguir jugando.
Los gráficos eran en perspectiva caballera y a 256 colores, mejorables pero aceptables aún por el estándar de la época. 
Un aspecto negativo fue su pesada instalación que necesitaba de más de 10 disquetes. Al poco tiempo se lanzó una versión en CD-ROM.
Dado su éxito de ventas el juego fue posteriormente versionado para múltiples plataformas: Panasonic 3DO, Amiga, Mega Drive, PlayStation, Sega Saturn, Super Nintendo, Atari Jaguar, Apple Macintosh y Sega CD.
Las críticas negativas solo aparecieron en algunas plataformas debido a la falta de soporte para guardar partida (como en Super NES o en Sega Genesis) o de ratón. Las versiones de SNES y Sega Genesis o Mega Drive fueron las más inferiores del mercado. Aún así, la versión de Génesis logró 4 idiomas de textos, incluido el español. (En SNES sólo fueron 3: inglés, francés y alemán.) También tuvo un rendimiento mucho más rápido y permitió numerosos sprites de personas, con accesorios de globos, y a velocidades rápidas, fiel al juego original, mientras que la versión de SNES era mucho más lenta y sólo permitía un par de sprites en el parque sin afectar al rendimiento. La versión de megadrive además contó con más edificios y elementos decorativos que su rival.
Sólo en Japón se lanzó Shin Theme Park en 1997 para Saturn y PlayStation, además del juego original. En 2007 y en 2011, se crearon remakes para Nintendo DS (bajo el nombre Theme Park DS) y iOSrespectivamente.

## Juego
El juego consiste en iniciar la partida con un capital y un terreno de Londres, y posteriormente de otros países, donde empezar a construir el parque. En una pantalla se muestran las atracciones disponibles y su coste, en otra las tiendas, en otra los accesorios (farolas, jardines, servicios, fuentes...) y en la última el personal (mecánicos, guardias, limpiadores y animadores). También hay herramientas para crear caminos (para desplazarse por el parque) y colas (para esperar a las atracciones). Una vez abierto el parque, llega casi mensualmente un autobús cargado de visitantes que accederían al parque, si este tiene buenas instalaciones estos permanecen en él durante un tiempo, en el que usan las atracciones, consumen en las tiendas, usan los servicios... La entrada al parque permite a los visitantes montar en las atracciones de forma ilimitada y gratuita, aunque también dejaban dinero en las tiendas. Dependiendo de la plataforma, es posible hacer un tour del parque o de una de las atracciones.
El juego contiene 3 modos de juego:
- Pruebas: en donde el jugador solo puede construir edificios, contratar personal o pedir préstamos.
- Simulación: en donde el jugador puede hacer investigaciones, pero el sindicato y los proveedores interrumpen el juego para hacer reajustes al personal y a los precios, respectivamente.
- Pro: en donde el jugador debe revisar el inventario y llamar a los proveedores en caso de falta de stock, además de ser un inversionista.

La partida consiste en situar tu parque como número uno del mundo en las seis categorías. Ello se conseguía construyendo un parque, venderlo en una subasta al mejor postor (obteniendo mayores beneficios para empezar más fuerte en otro lugar), y repetir así varias veces. El juego permitía también un mercado de valores donde podían ser compradas acciones de los otros parques (en modo Pro).
La economía consiste en atraer a la mayor cantidad de gente al parque para que pagarán la entrada, una vez dentro del parque, estos gastaban dinero en tiendas (donde tienes que ganar el mayor porcentaje de beneficios, sin pasarte de precio, ya que no comprarían nada), juegos y tómbolas (donde hay que jugar con la probabilidad de ser premiado, coste de la partida y valor del premio). También se podía invertir en bolsa, para sacar unos ingresos extra, o perder dinero. Si al final de año, una característica del parque es muy buena (tener una gran montaña rusa, tener un parque bonito...), se recibe un premio económico.

Como gastos, están las inversiones: comprar nuevas instalaciones (atracciones y tiendas), investigar en otras nuevas (al principio hay muy poca variedad de instalaciones), construir caminos, colas, adquirir autobuses y almacenes mayores... como gastos corrientes están los sueldos de los trabajadores y el mantenimiento de las instalaciones. La falta de personal implica caminos sucios, atracciones defectuosas, vandalismo y descontento de los visitantes. De vez en cuando (exc. en modo pruebas), los trabajadores exigen un aumento de sueldo y los proveedores exigirán aumento de precios de sus productos, en ese caso, hay que negociar con el sindicato y los proveedores, respectivamente, y si no se llega a un acuerdo antes de tiempo, los trabajadores hacen huelga y los proveedores impedirán que envíe la carga, respectivamente.
El mantenimiento del parque consiste en comprar atracciones, tiendas y tómbolas y situarlas en el parque, construir caminos para acceder a ellas, situar carteles de orientación (para que los visitantes encuentren antes lo que buscan). También hay que poner servicios higiénicos, y hay que limpiarles a menudo (el personal de limpieza se encarga de ello cuando pasa cerca), ya que según el modelo de servicio estos se ensucian cuando llevan un determinado número de usos desde la última limpieza. Cuando están sucios, hacen que los visitantes vomiten cuando pasan cerca, creando "un caos de vomitonas" en la zona. Hay tres modelos de servicios, las letrinas y los futuristas se ensucian a los cinco usos, y los servicios normales a los 10. Los caminos se ensucian por los envoltorios de la comida y los vasos, cuando los depositan los visitantes después de hacer las consumiciones en las tiendas, si los caminos están muy sucios, se produce descontento entre los visitantes. Los caminos también se ensucian con vomitonas, cuando algunos visitantes bajan de atracciones muy mareantes, vomitan en el suelo. El mantenimiento de las atracciones consiste en repararlas, ya que en cada ciclo de funcionamiento acumulan una cantidad de averías y fallos, según van aumentando la atracción hecha humo y se vuelve insegura, y si esta llega a un límite, la atracción explota echándose a perder, e inutilizando el suelo que ocupaba. El mantenimiento también consistía en poner algunos adornos en el parque.
Las atracciones son de muchos tipos, algunas son tipo flat ride, en las cuales lo único que hay que hacer era situar la atracción en el parque, su entrada y su salida. En las atracciones que siguen un recorrido (montañas rusas, rápidos) se puede trazar la trayectoria de la atracción, definir la altura (solo en montañas rusas) y poner elementos (en la montaña rusa de acero había disponibles un rizo y un tirabuzón, para la de madera, un tramo inundado), el recorrido de estas atracciones no podía solaparse, es decir, que un tramo de vía pasara por encima de otro, ni aunque estuviera a otra cota, tampoco permitía peraltes. Las atracciones tienen varios controles, uno permitía variar la capacidad de la atracción (para divertir a más visitantes en el mismo tiempo), otro permitía variar la velocidad (una mayor velocidad permite divertir más a los usuarios, o acortar los ciclos para aumentar la capacidad) y otro control de tiempo, para definir la duración de cada ciclo. Hay otro control que avisa a un mecánico para que la repare, es útil si esta está bastante averiada. Otro control permitía encender y apagar la atracción, útil si está en las últimas, para evitar su explosión. Los visitantes no tenían preferencia por ninguna atracción, y montaban en todas sin importar su tipo.
Al terminar el año fiscal, aparece un resumen en donde se detecta las ganancias y pérdidas, además del costo de arriendo. Se acaba el juego si el jugador lleva más de 2 años fiscales sin salir de números negativos.

### Pantalla del Game Over
A pesar de tener temática infantil el juego posee una pantalla de GAME OVER oscura en dónde el dueño de la feria tras quedar en bancarrota decide suicidarse tirándose desde el primer piso aunque termina fallando en el intento, en las versiones de Sega Genesis y Super Nintendo no se podían poner animaciones tras lo cual se decidió poner una foto del dueño saltando de la ventana con la frase YOU'VE BLOWN IT! YOUR THEME PARK IS COMPLETELY BANKRUPT (LO ARRUINASTE! TU PARQUE TEMATICO ESTA COMPLETAMENTE EN QUIEBRA) esto provocó que varios niños y niñas que jugaron estas dos versiones del juego quedaran traumatizados/as.

## Theme Park World
Es la segunda parte de la saga, disponible para Windows, Mac y PlayStation. Sus gráficos están en 3D. Salió en 1999 como respuesta en competencia a la serie RollerCoaster Tycoon.
El sistema es parecido al primer juego, construyes caminos, atracciones, también mantener a los visitantes contentos se hace un reto en este juego, al igual que en su primera parte...
También está disponible para Nintendo DS.